# Boreostereaceae
Boreostereaceae es una familia perteneciente a la orden Polyporales.

## Géneros
- Boreostereum
- Campylomyces
- Chaetodermella
- Mycobonia
- Mycothele
- Veluticeps